# Московский государственный лингвистический университет
Моско́вский госуда́рственный лингвисти́ческий университе́т, бывш. Московский государственный педагогический институт иностранных языков имени Мори́са Торе́за (разг. ИнЯ́з) — высшее учебное заведение в Москве и крупнейшее в современной России в области языкознания. В СССР являлся одним из ведущих научных и учебных центров, занимавшихся подготовкой переводчиков и преподавателей иностранных языков. Награждён орденом Дружбы народов (1980).

## Название
МГЛУ в разные годы носил названия:
- Институт новых языков
- Московский педагогический институт новых языков
- Московский государственный педагогический институт иностранных языков
- 1-й Московский государственный педагогический институт иностранных языков
- 1-й Московский государственный педагогический институт иностранных языков имени Мориса Тореза
- Московский государственный институт иностранных языков имени Мориса Тореза.

В 1990 году институт преобразован в Московский государственный лингвистический университет (МГЛУ).

## История

### Главное здание до основания Института иностранных языков (до 1930)
Современное главное здание МГЛУ, построенное в 1764—1772 годах по проекту архитектора М. Ф. Казакова, изначально было особняком московского губернатора П. Д. Еропкина, который жил здесь до 1805 года. При губернаторе здесь часто устраивались балы, и в детстве бывал А. С. Пушкин с родителями. После смерти хозяев дом достался в наследство родственникам Еропкиных — Новосильцевым, а затем перешёл во владение князей Гагариных.
Незадолго до смерти Еропкина, в 1804 году, по высочайшему указу императора Александра I было создано Московское Императорское коммерческое училище с преподаванием английского, французского, немецкого и латинского языков. В 1806 году было принято решение о покупке для училища дома П. Д. Еропкина на Остоженке (дом № 38) за 35 тысяч рублей. Преподавание в новом здании училища началось в 1808 году. Здесь в разное время обучались Е. Е. Барышёв, Н. И. Вавилов, С. И. Вавилов, В. М. Родионов, И. А. Гончаров, С. М. Соловьёв и другие видные деятели искусства и науки.
В результате Гражданской войны Московское коммерческое училище прекратило свою деятельность. После революции до въезда сюда 1-го МГПИИЯ в здании поочерёдно размещались Пречистенские рабочие курсы, Рабочий факультет имени Н. И. Бухарина, Пречистенский практический институт, две школы.

### Основание Московского института новых языков (1930)
1930 год — по приказу Наркомпроса РСФСР был создан Московский институт новых языков. Основателем и первым ректором института стала О. Г. Аникст.

### МГПИИЯ (1935—1964)
1935 год — институт переименован в Московский государственный педагогический институт иностранных языков (МГПИИЯ).
В 1939 году институт иностранных языков разместился на Остоженке (тогда ул. Метростроевская) в особняке XVIII века постройки, до начала XIX века принадлежащем бывшему генерал-губернатору Москвы Петру Дмитриевичу Еропкину, а с 1808 по 1918 годы служившим основным корпусом Московского коммерческого училища (сегодня Дом Еропкина — основной корпус МГЛУ).
С 1940 года институтом начали издаваться «Сборники научных трудов».
1941 год — в здании института формируется 5-я Фрунзенская дивизия народного ополчения, в которую вошли многие преподаватели и студенты МГПИИЯ. В память о суровых годах Великой Отечественной войны в 1960-е годы были установлены мемориальные доски, а в сквере перед зданием института в честь воина-ополченца сооружена стела. После окончания войны, в 1945 году, выпускники и преподаватели университета работают в качестве переводчиков на Нюрнбергском процессе 1945 года, а также на Токийском международном трибунале 1946 года, где группу переводчиков возглавлял А. В. Кунин, впоследствии известный лингвист, автор фундаментальных трудов по фразеологии английского языка.
1957 — значимым событием стало проведение в Москве VI Всемирного фестиваля молодёжи и студентов в 1957 году. МГПИИЯ принимал активное участие в этом крупном молодёжном мероприятии. Для работы в качестве переводчиков и гидов на фестивале в помощь студентам в институте были разработаны специальные пособия «Материалы к фестивалю».
1961 — в связи с большой потребностью в высококвалифицированных переводчиках в отделах русских переводов в отделениях ООН на базе МГПИИЯ были созданы курсы переводчиков Организации Объединённых Наций. Ежегодно институт выпускал около 25 устных и письменных переводчиков, которые успешно работали в ООН.

### МГПИИЯ им. Мориса Тореза (1964—1990)
В 1964 году МГПИИЯ присвоено имя видного деятеля международного коммунистического движения Мориса Тореза. Со временем институт становится одним из сильнейших вузов страны, его известность растёт. Название «Московский Иняз имени Мориса Тореза» становится международным брендом.
1971 год ознаменовался вводом в эксплуатацию нового семиэтажного корпуса института. В нём были открыты учебные и научные лаборатории, в том числе оснащённая современным для того времени оборудованием лаборатория устной речи с двумя фонозалами на 180 рабочих мест, магнитофонными классами, кинозалами, классами для обучения синхронному переводу. Там же находились электронные классы, класс обучающих машин и учебный телецентр.
В 1972—1973 учебном году в институте обучалось свыше 5,5 тыс. студентов и работало более 750 преподавателей, включая 33 профессора и доктора наук, 250 доцентов и кандидатов наук. Всего в период 1930—1972 годы институтом было подготовлено свыше 20 тыс. специалистов.
К 1974 году в институте существовало 44 кафедры и 6 научных и учебных лабораторий, свыше 60 кабинетов, которые были оборудованы современными техническими средствами обучения, а библиотека содержала свыше 200 тыс. единиц хранения. Институту предоставлено право принимать к защите докторские и кандидатские диссертации.
В 1980 году МГПИИЯ им. М. Тореза за достигнутые успехи в развитии науки, подготовке квалифицированных специалистов и в связи с 50-летием был награждён орденом Дружбы народов.

### Московский государственный лингвистический университет (после 1990)
1990 год — МГПИИЯ преобразован в Московский государственный лингвистический университет (МГЛУ).
В 2000 году по решению Глав правительств государств-участников СНГ МГЛУ придан статус базовой организации по языкам и культуре государств-участников СНГ.
2001—2004 годы — при МГЛУ открыты Центр армянского языка и культуры, Центр казахского языка и культуры, Центр киргизского языка и культуры, а также первый в России Центр украинистики.
1997—2005 годы — при МГЛУ открыты Центр итальянского языка и культуры, Центр немецкого языка и культуры, Центр франкофонных исследований, Центр испанского языка и культуры, Центр языков и культур Канады.
С 2001 года — МГЛУ является координатором Европейского дня языков для России и стран СНГ.
2005 год — при МГЛУ открыт Центр русского языка и культуры, деятельность которого ориентирована на обучающихся в МГЛУ студентов-иностранцев, заинтересованных в расширении и углублении знаний в области русского языка и культуры.
2005 год — в соответствии с решением Учёного совета Московского государственного лингвистического университета в ноябре 2005 года при университете создан Информационный центр по вопросам международной безопасности.
2006 год — Учёный совет МГЛУ 24 апреля принял решение о возрождении в университете «с целью сохранения этой прославленной марки» Института иностранных языков имени Мориса Тореза в составе трёх факультетов (по состоянию на 2019 их было уже четыре).
2007 год — при поддержке турецкого посольства при МГЛУ создан Центр турецкого языка и культуры. В 2007 году решением Х съезда Евразийской ассоциации университетов (EAU) МГЛУ утверждён действующим членом Ассоциации. В этом же году в МГЛУ был освящён храм святой равноапостольной Марии Магдалины, основанный Московским коммерческим училищем (1817 г.) и восстановленный силами администрации университета при содействии Департамента культурного наследия г. Москвы (Москомнаследия).
2009 год — при поддержке посольства Азербайджанской Республики в МГЛУ открыт Центр азербайджанского языка и культуры.
2010 год — при поддержке посольства Исламской Республики Иран в МГЛУ открыт Центр языка и культуры Ирана.
2013 год — при поддержке посольства Республики Таджикистан в МГЛУ открыт Центр Таджикского языка и культуры.
В 2014 году в структуру МГЛУ в качестве филиала вошёл Иркутский государственный лингвистический университет (теперь МГЛУ ЕАЛИ), ранее признанный неэффективным.
В 2022 году ректор МГЛУ И. А. Краева подписала обращение Российского Союза ректоров в поддержку вторжения России на Украину.

## Образование
В МГЛУ обучаются около 7 тысяч студентов и аспирантов, преподаётся 38 языков. В вузе налажена система непрерывного многоуровневого образования: «лингвистический лицей — университет — институт повышения квалификации»; реализуются профессиональные образовательные программы по подготовке бакалавров (4 года) и магистров (2 года) в соответствии с положениями Болонской декларации. Также в университете осуществляются программы второго высшего образования и обучения на военной кафедре.
Сегодня в университете преподаётся 38 иностранных языков, работают многочисленные центры языков и культуры стран изучаемых языков. Более 75 % преподавателей МГЛУ имеет учёную степень. В университете в среднем за год публикуется более 200 научных монографий, учебников и учебных пособий для школ и вузов Российской Федерации. МГЛУ является главным методическим центром по обучению иностранным языкам в стране. Университет сотрудничает с 91 ведущим вузом из 32 стран мира, у студентов широкий выбор прохождения стажировок, в том числе открывающих возможность получения второго диплома вузов-партнёров МГЛУ.
МГЛУ участвует в международных образовательных проектах ЮНЕСКО, Совета Европы, Европейской комиссии, Европейского центра современных языков и УШОС.
МГЛУ входит в состав: Международной федерации преподавателей современных языков (фр. 
The Fédération Internationale des Professeurs de Langues Vivantes; FIPLV); Международной федерации преподавателей французского языка; Международной ассоциации преподавателей немецкого языка (IDV); Международной федерации ассоциаций преподавателей испанского языка (исп.  Federación Internacional de Asociaciones de Profesores de Español; FIAPE); Международной ассоциации университетов (IAU); Ассоциации университетов Европы (EUA); Международной федерации переводчиков (FIT); Российского совета по международным делам (РСМД); Университета Шанхайской организации сотрудничества (УШОС); Университетской лиги ОДКБ.

## Директора/ректоры
- Аникст, Ольга Григорьевна — директор с 1930 по 1932 год.
- Константинопольский,  Борис Григорьевич — директор с января 1932 по ноябрь 1933 года.
- Якубовский,  Константин Александрович — директор с декабря 1933 по май 1936 года.
- Фрумкина, Мария Яковлевна — директор с июня 1936 по ноябрь 1937 года.
- Александров, Аршак Семёнович — директор с августа 1938 по август 1939 года.
- Столпов, Николай Дмитриевич — директор с сентября 1939 по октябрь 1941 года.
- Романова, Вера Романовна  —  и.о. директора с октября 1941 по декабрь 1941 года.
- Жолдак, Иван Афанасьевич — директор с января 1942 по апрель 1946 года.
- Зотов, Иван Степанович — директор с марта 1946 по апрель 1949 года.
- Пивоварова, Варвара Алексеевна — директор с мая 1949 по май 1961 года.
- Сидоров, Николай Андреевич — ректор с июня 1961 по июль 1965 года.
- Бородулина, Мария Кузьминична — ректор с февраля 1965 по май 1986 года.
- Халеева, Ирина Ивановна — ректор с октября 1986 по январь 2016 года.
- Манохин, Игорь Викторович — исполняющий обязанности ректора МГЛУ с 5 февраля 2016 по 30 января 2017 года
- Краева, Ирина Аркадьевна 14 марта 2018 была утверждена в должности ректора МГЛУ сроком до 14 марта 2023 года[20].

## Структурные подразделения
В составе МГЛУ 11 факультетов:
- Переводческий факультет[22]
- Факультет английского языка[23]
- Факультет немецкого языка[24]
- Факультет французского языка[25]
- Факультет заочного обучения[26]
- Институт международных отношений и социально-политических наук (факультет)[27]
- Институт международного права и правосудия[28]
- Институт информационных наук[29]
- Институт международных образовательных программ[30]
- Факультет непрерывного образования[31]
- Институт гуманитарных и прикладных наук[32]

Учебные институты МГЛУ:
- Институт иностранных языков имени Мориса Тореза, объединяющий факультеты английского, немецкого и французского языков и Факультет заочного обучения[33]
- Институт прикладной и математической лингвистики[34]

Общеуниверситетские кафедры:
- Кафедра физического воспитания[36]
- Военный учебный центр[37]

При университете функционирует Предуниверситарий МГЛУ (бывш. Лингвистический лицей 1555).

### Институт международных отношений и социально-политических наук (факультет)
В 2004 г. Институт международных отношений и социально-политических наук (ИМО и СПН) был создан как отделение переводческого факультета МГЛУ, а в апреле 2006 г. был реорганизован в университетское подразделение и наделён правами факультета.
В институте проходят обучение 994 студента в 98 языковых группах, из них 870 студентов на бакалаврских программах, 124 — на магистерских, 17 аспирантов и 10 докторантов. В ИМО и СПН выделено 471 бюджетное место. В институте обучается 161 иностранный студент из 50 стран мира и 5 зарубежных аспирантов.
В университете изучаются 20 иностранных языков: английский, французский, немецкий, испанский, итальянский, финский, голландский, польский, арабский, персидский, китайский, корейский, курдский, японский, украинский, казахский, киргизский, армянский, румынский, узбекский.
Бакалавариат ИМО и СПН включает в себя следующие программы: Социология (39.03.01); Зарубежное регионоведение (41.03.01); Политология (41.03.04); Международные отношения (41.03.05); Реклама и связи с общественностью (42.03.01); Журналистика (42.03.02).
Магистратура ИМО и СПН включает в себя следующие программы: Социология, ОП Социологический анализ маркетинговых и медийных коммуникаций (39.04.01); Зарубежное регионоведение, ОП Политэкономический анализ регионов мира (41.04.01); Политология, ОП Стратегическое проектирование в политике (41.04.04); Международные отношения, ОП Современные тенденции международных отношений и национальные интересы России, ОП Теория и практика «мягкой силы» в международных отношениях (41.04.05); Реклама и связи с общественностью, ОП Межкультурные коммуникации в глобализирующемся мире (42.04.01); Журналистика,ОП Журналистика в сфере международных отношений (42.04.02).

### Военный учебный центр
В настоящее время военное обучение проводится методом «военного дня»: 6 часов практических занятий и 2 часа самостоятельной подготовки. Начальником кафедры является полковник Дидык Борис Васильевич.
Военное обучение в МГЛУ является дополнительным образованием, которое могут получить все желающие студенты очной формы обучения университета — граждане РФ, годные к военной службе по состоянию здоровья. На военную кафедру принимаются юноши и девушки 1-го курса специалитета и только юноши 1-го и 2-го курсов бакалавриата.
Специальности военной кафедры опираются на базовые специальности университета. Целевое предназначение выпускников кафедры — служба в частях, соединениях и их штабах, а также в пунктах управления различных видов и родов войск Вооружённых сил РФ. Кафедра готовит высококвалифицированных военных переводчиков по десяти иностранным языкам. По всем специальностям учебные планы военной кафедры углубляют подготовку по гражданской профессии.
Студенты изучают историю Вооружённых Сил, их роль в современном обществе, военную и военно-техническую терминологию на занятиях по тактико-специальной, общевоенной и военно-специальной подготовке.
После завершения обучения, прохождения учебного сбора в войсках и успешной сдачи государственного экзамена выпускникам военной кафедры приказом Министра обороны РФ присваивается воинское звание лейтенант запаса.
В 2019 г. на базе военной кафедры был создан Военный учебный центр.

### Факультет заочного обучения
Факультет заочного обучения входит в состав Института иностранных языков имени Мориса Тореза МГЛУ.
Преподаватели кафедры лингвистики и межкультурной коммуникации факультета заочного обучения осуществляют подготовку обучающихся по направлению подготовки 45.03.02 Лингвистика (с присвоением квалификации - бакалавр) на базе среднего образования по профилю «Теория и практика межкультурной коммуникации» (заочная форма обучения, срок обучения 5 лет).
Второе или последующее высшее образование реализуется по двум профилям: 
• «Теория и практика межкультурной коммуникации» (заочная форма обучения, срок освоения 5 лет).
• «Перевод и переводоведение» (очно-заочная форма обучения, срок освоения 3 года 6 месяцев, ускоренная форма обучения).
По всем указанным формам обучения выпускаются специалисты со знанием двух иностранных языков: английский — немецкий, английский — французский, английский — испанский.
Мониторинг трудоустроенности выпускников показывает, выпускники работают в качестве переводчиков, менеджеров по туризму, event-менеджеров, специалистов по межкультурной коммуникации, референтов-переводчиков, работников сферы образования, работников рекламных и новостных агентств и IT-компаний, издательств и др.

## Международное сотрудничество
Московский государственный лингвистический университет активно сотрудничает с различными зарубежными вузами и международными организациями. Важной составляющей такого сотрудничества являются действующие в МГЛУ языковые центры:
- Центры языков и культур государств-участников СНГ
- Центр ибероамериканских программ
- Центр итальянского языка и культуры
- Центр испанского языка и культуры им. проф. С. Ф. Гончаренко
- Центр немецкого языка и культуры
- Центр английского языка и культур
- Центр нидерландского языка и культуры
- Центр по изучению языков, культур и образования Канады
- Центр японского языка и культуры[45]
- Центр корейского языка и культуры[46]
- Центр турецкого языка и культуры[47]
- Центр языка и культуры Ирана[48]
- Центр болгарского языка и культуры
- Кафедра ЮНЕСКО[49]
- Институт Конфуция
- Международный центр франкофонных исследований
- Австрийская библиотека
- Информационный центр по вопросам международной безопасности

## Награды
- Орден Дружбы народов (1980)
- Ежегодная национальная премия сетевого взаимодействия «Выбор вузов России 2021»[50]

## Рейтинги
В 2014 году агентство «Эксперт РА» присвоило ВУЗу рейтинговый класс «С» означающий «высокий уровень» подготовки выпускников.
В 2018 году МГЛУ вошёл в первый рейтинг российских вузов по версии Forbes и расположился на 45-й позиции.
В 2019 году университет занял 801—900 место в Международном рейтинге «Три Миссии Университетов» и в 2020 году — 32 место в рейтинге вузов России по версии РАЭКС.
В 2022 году вуз вошел в Международный рейтинг «Три миссии университета», где занял позицию в диапазоне 1201—1300 (54-62 место среди российских вузов)
. Также в 2022 году занял 34 место в рейтинге RAEX «100 лучших вузов России» и 37 место в рейтинге влиятельности вузов России (RAEX), 2022.
В предметных рейтингах RAEX университет входит в списки лучших вузов по направлениям «Филология и журналистика», «Лингвистика и иностранные языки», «Социология».

## Критика
В январе 2011 года Хамовническая межрайонная прокуратура начала проверку МГЛУ по заявлению ранее отчисленного студента, отказавшегося проходить предложенный ему администрацией МГЛУ «платный повтор года», в качестве альтернативы отчислению. В ходе проверки «в вузе был обнаружен целый ряд нарушений федерального закона: не установлены правила приема абитуриентов, порядок восстановления студентов, отчисленных по неуважительной причине, а также осуществление платной деятельности» . Впоследствии решением Хамовнического районного суда г. Москвы студент был восстановлен в МГЛУ, а вынесенный приказ о его отчислении был признан незаконным и необоснованным. Не были также установлены права студентов осваивать, помимо учебных, любые другие дисциплины, преподаваемые в университете, право перехода с платного обучения на бесплатное, порядок морального и материального поощрения студентов за успехи в учёбе и активное участие в научно-исследовательской работе. По результатам проверки прокуратура внесла в адрес ректора МГЛУ представление об устранении нарушений закона.
В 2016 году несколько факультетов и подразделений МГЛУ (теологии, экономики и управления, сервиса и туризма и аспирантуры юриспруденции) не получили свидетельство об аккредитации, о чём студентов известили только в конце марта.